# LIWI Verlag
LIWI Literatur- und Wissenschaftsverlag est une maison d'édition allemande basée à Göttingen. Elle a été fondée en 2018.
La maison d'édition publie chaque année une centaine de nouvelles parutions axées sur la fiction et les sciences actuelles.
Parmi les auteurs connus de la maison d'édition, on trouve par exemple Stefan Zweig, Franz Kafka et Heinrich Mann. Outre les livres imprimés, la maison d'édition propose également des livres audio. L'acteur Kaspar Eichel est par exemple une voix connue pour les livres audio de la maison d'édition LIWI. D'autres voix connues avec lesquelles la maison d'édition a collaboré sont celles de l'acteur Heiner Lauterbach et de la chanteuse Mandy Capristo.